# مریم بیگم (دختر شاه تهماسب یکم)
مریم بیگم، پنجمین دختر شاه طهماسب یکم از حوریخان خانم بود که در سال ۱۵۵۱ میلادی در قزوین به‌دنیا آمد. او خواهر شاه اسماعیل دوم و شاه محمد خدابنده و هم‌چنین عمه شاه عباس یکم بود.
مریم بیگم از زمان مرگ شاه طهماسب یکم تا سال ۱۵۷۸ در زمان حکومت برادرش شاه محمد خدابنده، در حرم شاهی زندگی می‌کرد و در این سال با فرمان ملکه خیرالنساء بیگم با خان احمد گیلانی ازدواج کرد. مریم بیگم از این ازدواج صاحب یک پسر، سَردار میرزا و یک دختر یاکهان بیگم شد. همسرش خان احمد در سال ۱۵۹۲ به‌دلیل شورش علیه شاه عباس یکم به عثمانی فرار کرد، مریم بیگم همراه با یاکهان بیگم به کاخ کاخ چهلستون قزوین منتقل شدند. مریم بیگم در سال ۱۵۹۵ امیر نعمت‌الله یزد نوران ازدواج کرد. در سال ۱۶۰۱ دخترش یاکهان بیگم به‌عقد شاه عباس درآمد ولی یک سال بعد به‌دلیل بیماری فوت شد. مریم بیگم در سال ۱۶۰۷ دچار بیماری شد و چندماه بعد در سال ۱۶۰۸ فوت شد. شاه عباس او را در کنار دخترش در مشهد دفن کرد.

## سایر منابع
- Newman, Andrew J. (2008). Safavid Iran: Rebirth of a Persian Empire. I.B.Tauris. pp. 1–281. ISBN 9780857716613.
- Babaie, Sussan (2004). Slaves of the Shah: New Elites of Safavid Iran. I.B.Tauris. pp. 1–218. ISBN 9781860647215.